# Euplagia quadripunctaria
Hổ Jersey (Euplagia quadripunctaria) là một loài bướm đêm thuộc phân họ Arctiinae, họ Erebidae. Nó được tìm thấy ở Trung Âu,south phía tây Anh, quần đảo Channel, Nam Âu, West Nga, South Urals, Tiểu Á, Cận Đông, Kavkaz, South Turkmenistan, Iran và Rhodes.
Sải cánh dài 52–58 mm. Con trưởng thành bay từ tháng 7 đến tháng 8 tùy theo địa điểm. Chúng thường bay gần Eupatorium cannabinum, nơi chúng khó bị phát hiện do ngụy trang.
Sâu bướm ăn Eupatorium cannabinum, Nettle, Lamium, Plantago, Glechoma hederacea, nhưng đôi khi cũng ăn cây bụi như Rubus.

## Phụ loài
- Euplagia quadripunctaria quadripunctaria (Baltic, Belarus, Ukraine, Moldova, Nga phần Âu châu, Caucasus, Tây Âu)
- Euplagia quadripunctaria fulgida (Transcaucasia, Kopet Dagh, Hy Lạp. Thổ Nhĩ Kỳ, Syria, Bắc Iran)
- Euplagia quadripunctaria rhodosensis (Rhodos)
- Euplagia quadripunctaria ingridae (Tây Thổ Nhĩ Kỳ)

## Hình ảnh

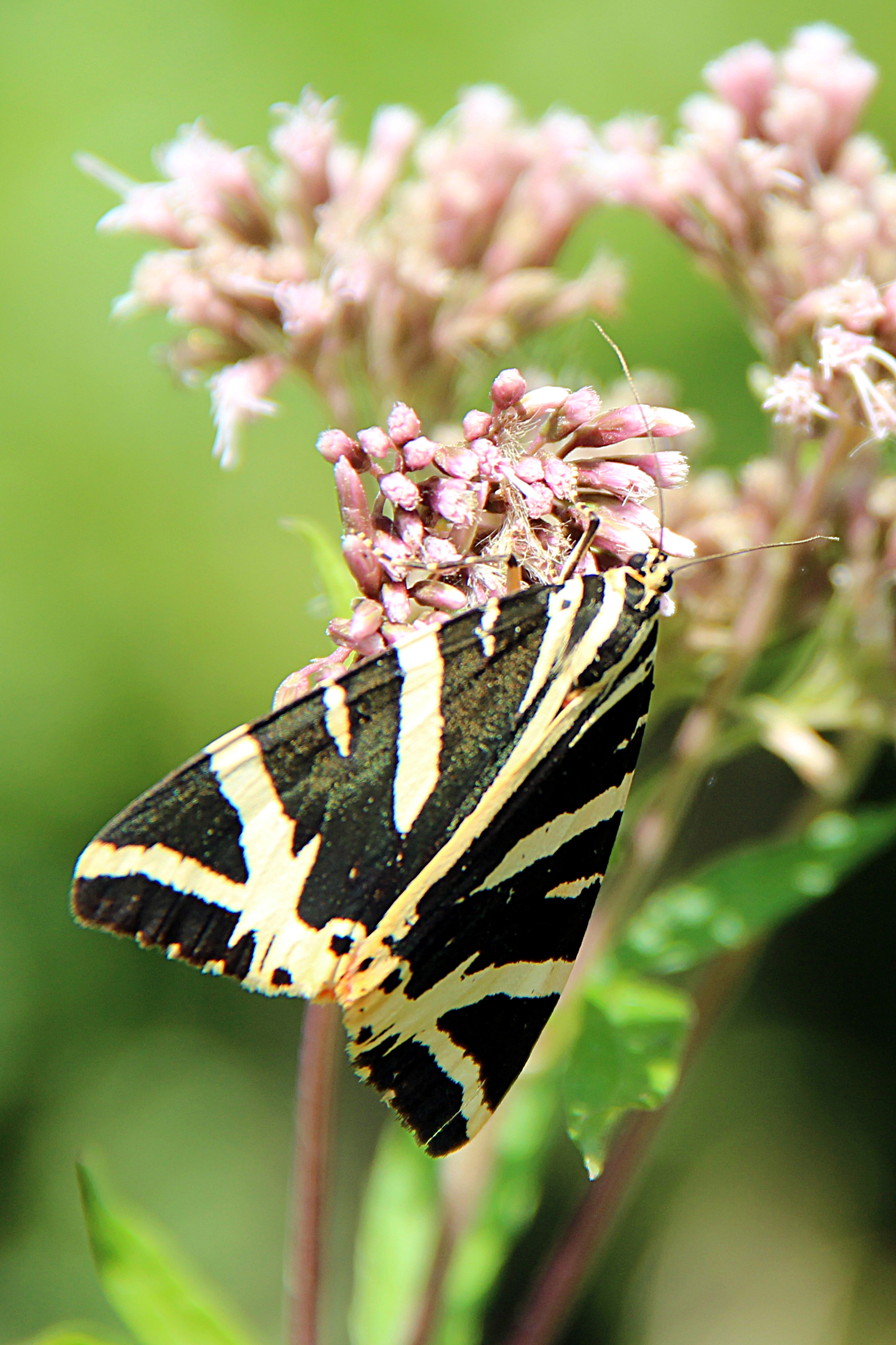
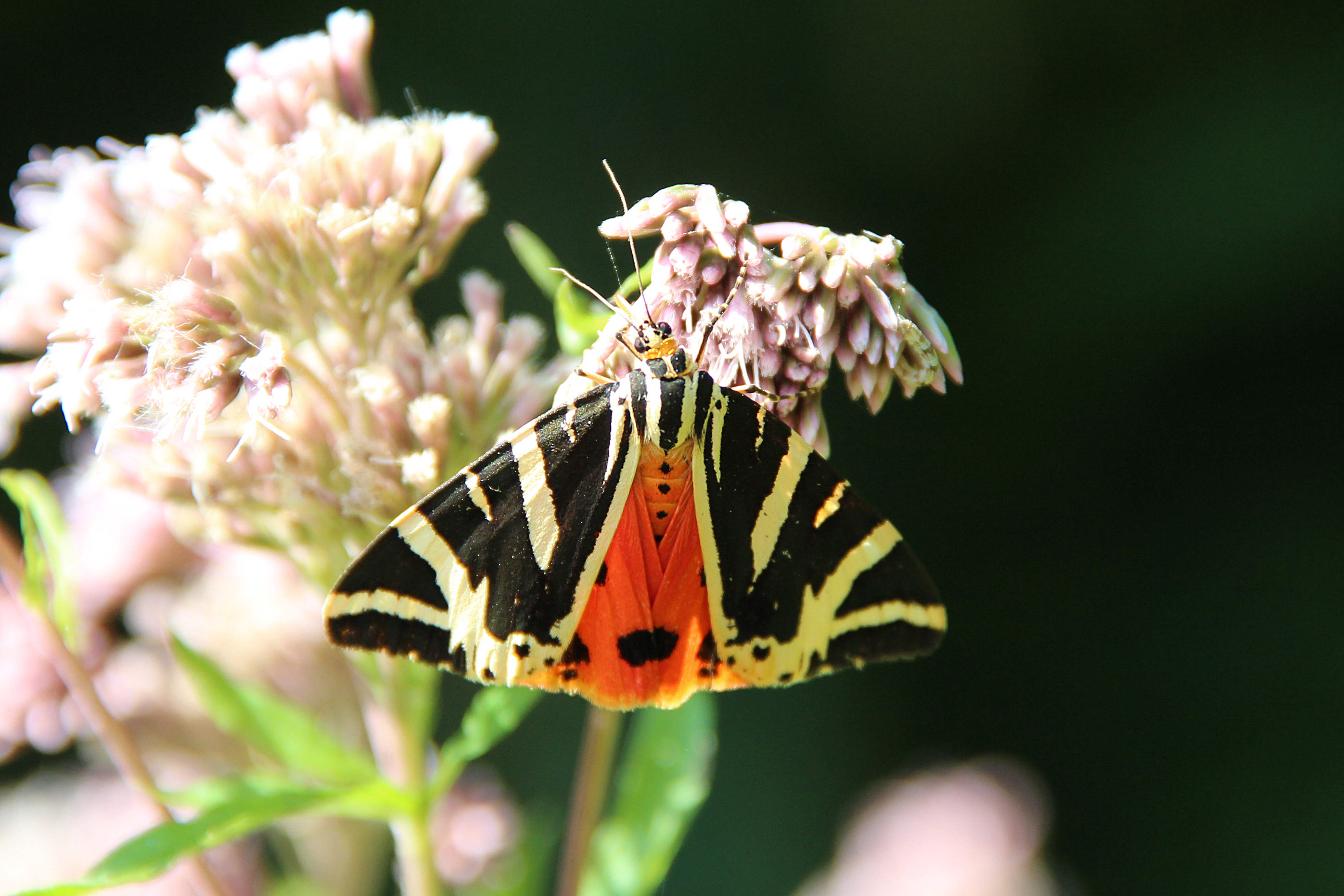
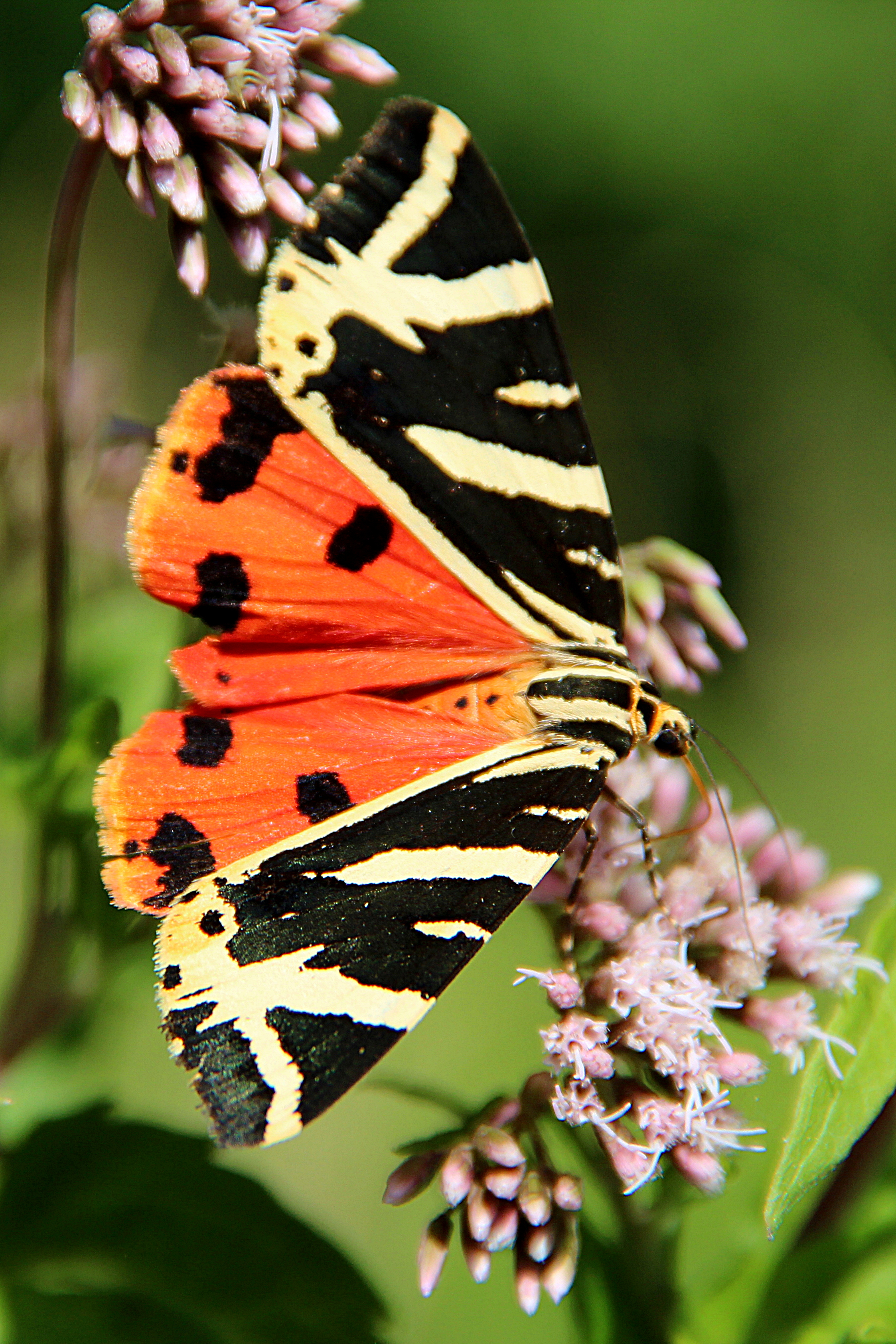
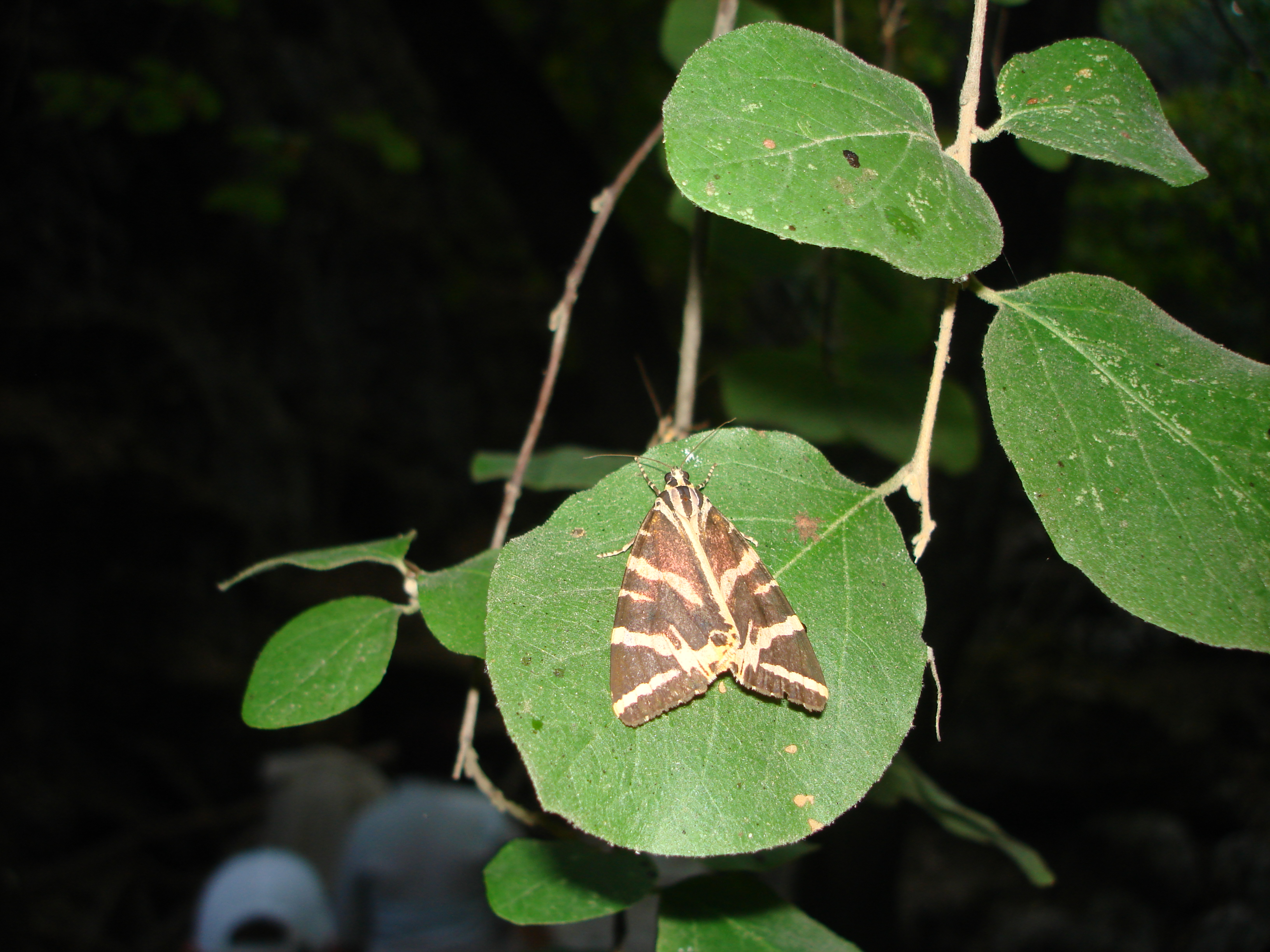
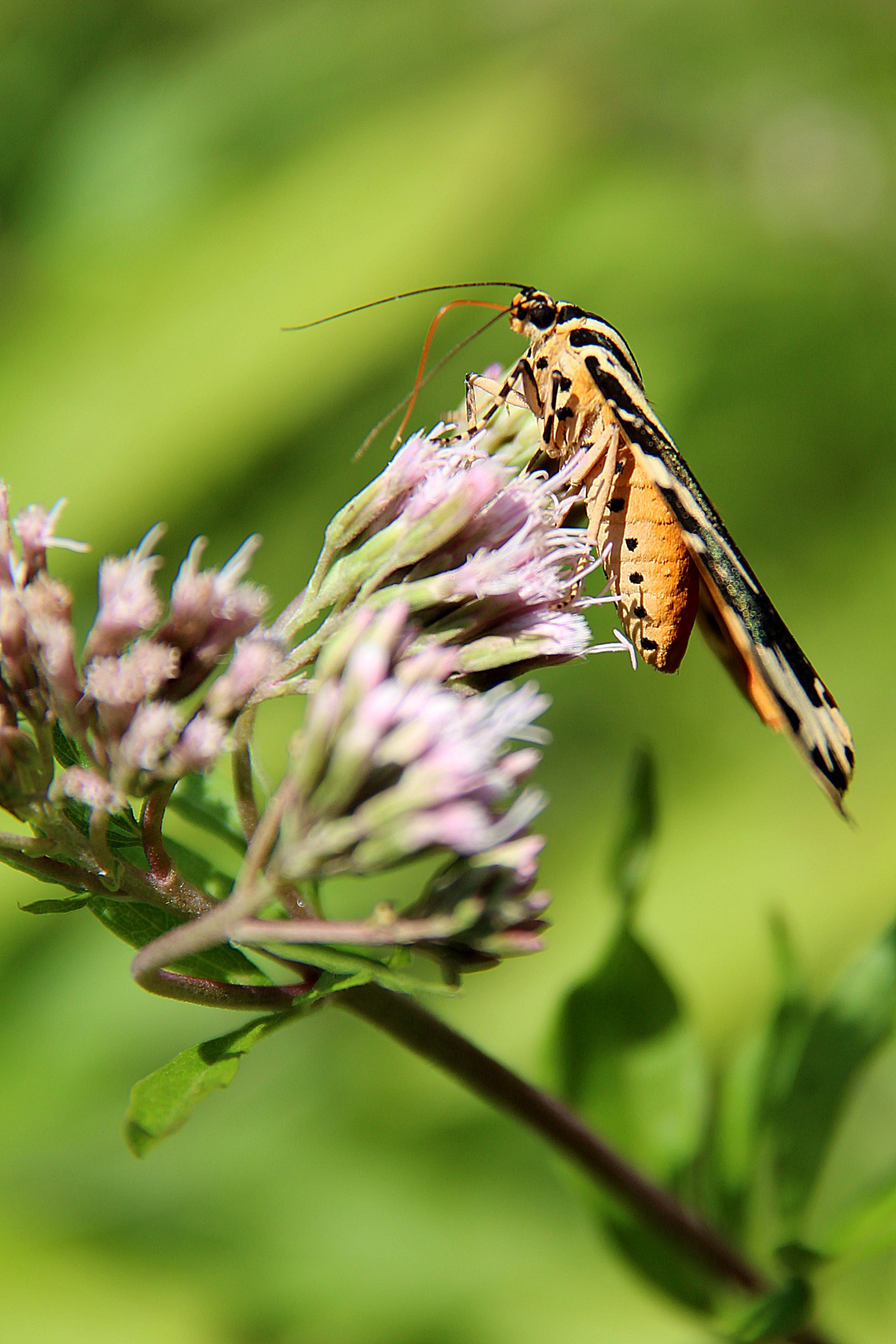